# Ficus carautana
Ficus carautana är en mullbärsväxtart som beskrevs av L.J. Neves och L. Emygdio de Mello Filho. Ficus carautana ingår i släktet fikonsläktet, och familjen mullbärsväxter. Inga underarter finns listade i Catalogue of Life.